# Darren Lynn Bousman
Darren Lynn Bousman (Overland Park, Kansas, 11 de gener de 1979) és un director de cinema nord-americà graduat de l'Escola de Films en Full Sail.
En 2004 va treballar en una idea per a una pel·lícula anomenada "The Desperate" portant-la a diversos estudis, els qui es van queixar que la idea era molt violenta i la trama molt sagnant. James Wan i Leigh Whannell (creadors de la pel·lícula Saw) van captar la idea i van trucar a Darren el dia que va sortir Saw a cinemes per dir-li que si volia reformar la seva idea de "The desperate" per Saw II. Darren ràpidament va acceptar, i després que Wan li hagués ensenyat la metodologia de Saw, ho van contractar perquè la dirigís. Saw 2 va ser un gran èxit i va ser aclamada per alguns crítics com millor que la primera. Darren va gaudir tant fer-la que ho van contractar per dirigir la seqüela Saw 3 que va ser llançada en cinemes el 27 d'octubre de 2006. A més va dirigir Saw 4 i la nova pel·lícula de suspens i musical Repo! The Genetic Opera, protagonitzada per Sarah Brightman i Paris Hilton.